# Chronique d'une liaison passagère
Pour plus de détails, voir Fiche technique et Distribution.
Chronique d'une liaison passagère est un film français réalisé par Emmanuel Mouret et sorti en 2022,,.
Il est présenté au festival de Cannes 2022 et sort après l'été dans les salles.

## Synopsis
Au cours d'une soirée, Charlotte, mère célibataire rencontre Simon, un homme marié. Ce nouveau couple s'engage à se voir uniquement pour le plaisir, sans rien éprouver d'autre. Pour autant, cette relation sans avenir est bouleversée quand des sentiments nouveaux apparaissent.

## Fiche technique
Sauf indication contraire, les informations mentionnées dans cette section peuvent être confirmées par la base de données cinématographiques IMDb,  présente dans la section « Liens externes ».
- Titre français : Chronique d'une liaison passagère
- Réalisation : Emmanuel Mouret
- Scénario : Emmanuel Mouret et Pierre Giraud[4]
- Photographie : Laurent Desmet
- Production : Frédéric Niedermayer
- Sociétés de production : Moby Dick Films, Arte France Cinéma, Canal+, en association avec les SOFICA La Banque Postale Image 15 et Indéfilms 9
- Société de distribution : Pyramide Distribution
- Pays de production :  France
- Langue originale : français
- Format : couleur — 2,39:1 — son 5.1
- Genre : comédie dramatique
- Durée : 100 minutes
- Dates de sortie :
  - France : 21 mai 2022 (Festival de Cannes), 14 septembre 2022 (en salles)
  - Belgique, Suisse romande : 14 septembre 2022
  - Québec : 18 novembre 2022

## Distribution
Sauf indication contraire, les informations mentionnées dans cette section peuvent être confirmées par la base de données cinématographiques Allociné,  présente dans la section « Liens externes ».
- Sandrine Kiberlain : Charlotte
- Vincent Macaigne : Simon
- Georgia Scalliet : Louise
- Maxence Tual : Manu
- Stéphane Mercoyrol : Carlos

## Accueil

### Critique
En France, le site Allociné donne une moyenne de 4,0⁄5, après avoir recensé 34 critiques de presse.
Dans leur ensemble, les critiques sont très positives à l'égard du film. Pour Paris Match, « cette course à la séduction, petit bijou d'écriture, est sûrement le film le plus accompli de son auteur. » La critique des Échos estime que le « cinéaste des Choses qu'on dit, les Choses qu'on fait revient avec un film séduisant et spirituel où il met en scène deux amants qui se promettent de ne jamais tomber amoureux. Un “jeu de dupes”  farfelu et émouvant avec une rare délicatesse et un art consommé de la suggestion. »
Pour le site Culturopoing, Chronique d'une liaison passagère « un peu à la manière des Salons de Diderot, incite par son allure de promenade à commencer par déambuler avant de se laisser saisir par l'expérience, amoureuse en l'occurrence, et toute la surprise qu'elle revêt. »
Pour Écran Large, « derrière son titre décourageant et son verbe intimidant, Chronique d'une liaison passagère est une romance à la fois drôle, solaire et mélancolique. Grâce à la justesse de ses interprètes, à l'épure de son écriture et à la finesse de sa mise en scène, Emmanuel Mouret livre un sommet de délicatesse et de sensibilité. »
« Badin et délicat, ce nouvel opus d'Emmanuel Mouret est une très belle fable sur le désir, l'amour et la vacuité humaine », selon le site aVoir-aLire. « Emmanuel Mouret prouve une nouvelle fois qu'il est le roi incontesté de la comédie romantique » estime de son côté Première.
De son côté, Libération se montre plus négatif dans sa critique : « Si l'indifférence s'invite, c’est que le film paraît surtout se régaler ou s'émouvoir de ses propres idées, comme s'il se portait très bien sans nous. »

### Box-office
Pour son premier jour d'exploitation au box-office français, Chronique d'une liaison passagère réalise 21 427 entrées, dont 5 003 en avant-première, pour 280 copies. Le film se classe en première position du box-office des nouveautés devant Le Tigre qui s'invita pour le thé (16 511). Au bout de sa première semaine d'exploitation, le film se place en seconde position du box-office avec ses 119 790 entrées cumulées, derrière Kompromat (119 790) et devant Revoir Paris (114 784). En semaine 2, le film atteint les 202 599 tickets vendus en réalisant 82 643 entrées supplémentaires derrière Revoir Paris (117 695) et devant Le Visiteur du futur (59 583). Au total ce film n' a enregistré que  326 484 entrées en salles françaises avec une rentabilité de 70 %

## Distinctions

### Nominations
- César 2023 : Meilleur acteur pour Vincent Macaigne[15]

### Sélection
- Festival de Cannes 2022 : section « Cannes Première »